# HMS Alexander (1778)
HMS Alexander (1778) — 74-пушечный линейный корабль третьего ранга. Второй корабль Королевского флота, названный в честь Александра. Заказан 21 июля 1773, спущен на воду 8 октября 1778. Вступил в строй в 1782 в Портсмуте, капитан — Т. Фитцхерберт (англ. T. Fitzherbert).
Взят французами в 1794, отбит в 1795 при о. Груа, участвовал в сражении при Абукире. Выведен в резерв в 1803, отправлен на слом в 1819.

## Начало службы
По вступлении в строй назначен для заморской службы, капитан Фитцхерберт. В 1793 капитаном стал Дж. Вест (англ. J. West). В июне 1794 проходил ремонт в Чатеме, капитан — Ричард Блай, англ. Richard Rodney Bligh.
В ноябре 1794 года под командой капитана Блая, вместе с HMS Canada возвращался от испанских берегов после сопровождения средиземноморского конвоя. Утром 6 ноября 1794 оба подверглись нападению французской эскадры контр-адмирала Нейи (фр. Joseph-Marie Neilly), состоявшей из 5 линейных кораблей (Tigre, Droits de l’Homme, Marat, Pelletier, и Jean Bart), 3 больших фрегатов (Charente, Fraternité, и Gentille) и брига Papillon.
С 06:45 до 10:30 продолжалась погоня. Canada, пользуясь преимуществом в скорости, уходил, и Нейи решил сосредоточиться на неважном ходоке Alexander. К 11:30 Alexander смог, в перестрелке с расстояния всего 50 м, временно вывести из боя Droits de l’Homme, повредив ему рангоут. Но Marat обстрелял его продольным залпом с кормы, а подошедший Jean Bart дал бортовой залп в упор. Перед лицом полного уничтожения сильно повреждённый Alexander сдался. Потери с обеих сторон оцениваются в 40 человек.
Офицеры корабля на момент пленения: лейтенанты Godench, Epworth, Carter, West и Darracott, уорэнт-офицеры: мастер Robinson, боцман Burns, лоцман M’Curdy (последние двое ранены). По прибытии в Брест команда была заключена в плавучую тюрьму, затем переведена в замок.

## Во французском флоте
Французы переименовали приз на свой лад в Alexandre и включили в состав брестского флота. В этом качестве он проходил 7 месяцев.
17 июня 1795 Alexandre в составе флота участвовал в погоне за эскадрой Уильяма Корнуоллиса, а 22 июня, находясь вместе с флотом у острова Бель-Иль, наткнулся на британский Флот Канала под командованием лорда Бридпорта, который пустился в погоню. Утром следующего дня, когда французы уходили к берегу, французский фрегат взял Alexandre на буксир (очевидно, у французов его ход не улучшился), и вместе с ещё двумя кораблями Alexandre открыл огонь по HMS Irresistible. Фрегат вскоре обрубил буксир, и Alexandre снова попал в руки британцев. В том же бою были взяты Tigre и Formidable.

## Дальнейшая служба
Корабль был взят в британскую службу и снова стал HMS Alexander. В январе 1797 корабль (капитан Болл, англ. Alexander John Ball) в составе эскадры вице-адмирала Колпойса (англ. John Colpoys) участвовал в блокаде Бреста.
В январе 1798 Alexander был отряжен в Гибралтар, в распоряжение командующего Средиземноморским флотом, адмирала лорда Сент-Винсента. Через месяц его заместителем стал контр-адмирал Горацио Нельсон.

## Средиземное море

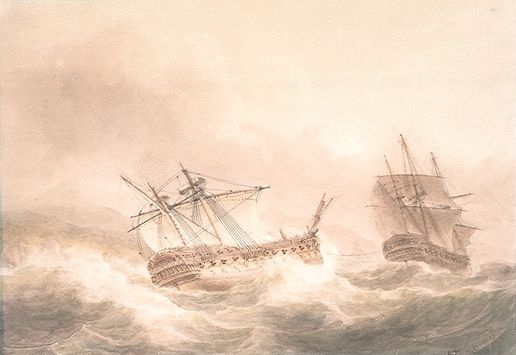
Выведенный из строя HMS Vanguard на буксире у HMS Alexander, 22 мая 1798

9 мая 1798 Alexander вышел в море вместе с HMS Vanguard (флагман Нельсона), HMS Orion и фрегатами HMS Emerald, HMS Terpsichore и HMS Bonne Citoyenne для рекогносцировки Тулона, после чего им было приказано вернуться к главным силам Сент-Винсента. Сначала эскадра встретила штили, затем ветер усиливался, пока 22 мая в Лионском заливе не превратился в шторм, в котором Vanguard потерял стеньги, затем фок-мачту. Два других корабля тоже получили небольшие повреждения, у Alexander были порваны паруса. Связь с фрегатами была потеряна. Alexander взял Vanguard на буксир, и эскадра зашла на Сардинию. Из-за ограниченной маневренности обоих, они при этом рисковали столкновением. Но, несмотря на неоднократные требования Нельсона отдать буксир, капитан Болл довел буксировку до конца, не желая бросать флагмана.
Встав 24 мая на якорь на рейде Сан-Пьетро, эскадра, несмотря на формально враждебные власти (губернатор подчинялся французам, и имел приказ не допускать английские корабли), исправила повреждения за счет собственных запасов, и с неофициальной помощью губернатора. 27 мая, меньше чем через четыре дня, она снова вышла в поисках французского флота, который покинул Тулон в день шторма, и собственных фрегатов. Нельсон не знал, что те вернулись в Гибралтар.
5 июня пришёл бриг HMS Mutine с известием, что французский флот в море с 22-го, и что капитан Трубридж послан на усиление с 10 линейными и одним 50-пушечным кораблем.
На следующий день эскадра шла строем фронта, прочесывая море в поисках Трубриджа. Alexander остановил и обыскал испанский корабль, на котором обнаружил 80−90 католических священников, бежавших от преследований французов из Рима. Хотя Англия была в состоянии войны с Испанией, им было позволено продолжать путь после того, как капитан Болл снял с корабля несколько «добровольцев», в основном генуэзцев, пожелавших служить в британском флоте.
Рандеву с Трубриджем состоялось в полдень 8 июня, и Нельсон отправил Mutine в Чивита-Веккия в поисках новых известий. Тем временем флот пошёл сначала к Корсике, которой достиг 12 июня, а затем к берегу Романьи. 16-го он был на подходах к Неаполю, и капитан Трубридж, добравшись до берега на Mutine, узнал от посланника Гамильтона что французы пошли к Мальте.
Через четыре дня, проходя Мессинским проливом, флот узнал, что французы уже оккупировали Мальту, за исключением Валлетты. Все ещё оставалась надежда поймать противника который, по последним сведениям, стоял на якоре у Гоцо, но 22 июня Mutine узнал от генуэзского брига, что 18-го французы снова вышли в море.
Нельсон поднял сигнал увалиться и ложиться на курс SE, «подняв все возможные». 29 июня флот достиг Александрии, но нашёл только пустую, за исключением нескольких турок, гавань. Нельсон немедленно повернул к N, в поисках информации и пресной воды. Он достиг Крита 4 июля и двинулся против ветра вдоль берега Кандии, достигнув Сицилии 18-го.
В течение 5 дней корабли пополняли запасы воды в Сиракузах, а 25 июля направились к заливу Корон (Морея). Трубридж на HMS Culloden пошёл вперед и узнал, что французов видели где-то 4 недели назад, идущих на SE. Уже через три часа флот был в море, опять направляясь к Александрии.

### Абукир
Вечером 31 июля HMS Alexander и HMS Swiftsure были высланы вперед на рекогносцировку противника. Но обнаружил его на следующий день HMS Zealous (капитан Худ): 17 французских кораблей (включая 13 линейных) на якоре в Абукирской бухте.
Alexander и Swiftsure были отозваны, а HMS Goliath и HMS Zealous возглавили входившую в бухту британскую колонну. Вместе с HMS Orion, HMS Audacous и HMS Theseus они встали на якорь между противником и берегом, и начали артиллерийский бой. Vanguard бросил якорь снаружи вражеской линии, следом подошли HMS Minotaur, HMS Defence, HMS Bellerophon, HMS Majestic, HMS Swiftsure и HMS Alexander; каждый встал напротив французского корабля. 50-пушечный HMS Leander переложил якоря с французским Franklin, таким образом он мог обстреливать продольными залпами и его, и Peuple Souverain. Противником Alexander оказался 120-пушечный l’Orient. Бой начался в половине седьмого вечера, к 7 часам наступила полная темнота.

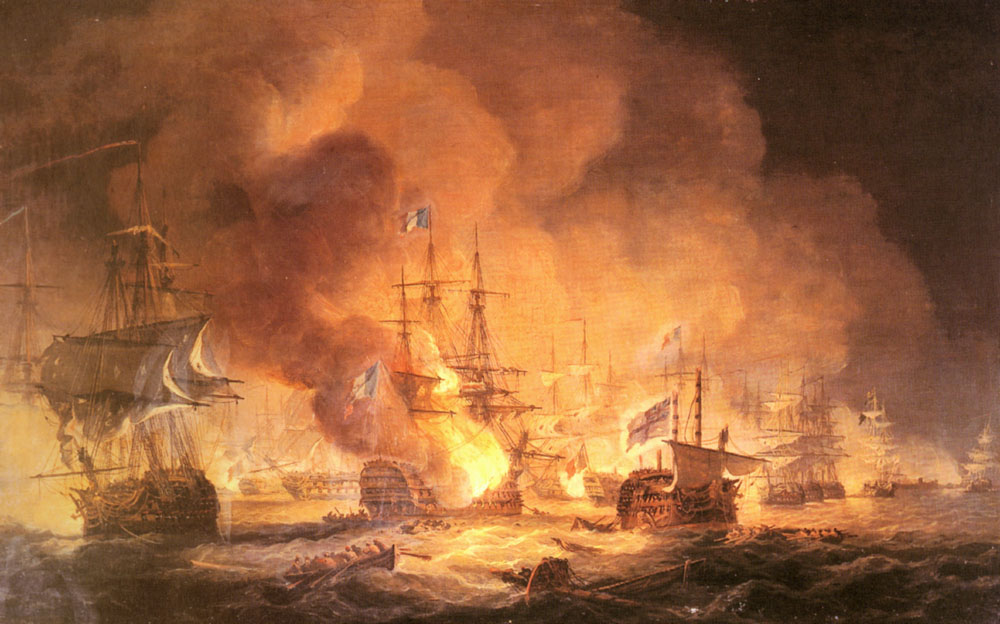
Абукир. Слева, предположительно, HMS Alexander

После 9 часов на Orient начался пожар; три сражавшихся с ним корабля прекратили огонь и оттянулись подальше. Посланные шлюпки успели спасти около 70 человек, в 9:37 вечера Orient взорвался. Горящие обломки подожгли грот-бом-брамсель на Alexander, но огонь быстро загасили.
Большинство французских кораблей были уничтожены или захвачены, сумели уйти Généreux и Guillaume Tell, плюс фрегаты Justice и Diane. Zealous начал преследование, но другие корабли были не в состоянии поддержать его, и Нельсон отозвал Худа.
Потери Alexander составили 14 человек убитыми (лейтенант Джон Коллинз, англ. John Collins и 13 матросов) и 58 ранеными (капитан Болл; капитан морской пехоты Дж. Кресвелл, англ. J. Creswell; мастер В. Лоусон, англ. W. Lawson; мичмана Г. Булли, англ. G. Bully и Люк Андерсон,англ.  Luke Anderson, 48 моряков и 5 морских пехотинцев), из команды в 590. Повреждения его были так велики, что Нельсон приказал, после установки временных мачт и укрепления основных, отправить Alexander в Гибралтар, если в нём не будет крайней нужды. На деле Alexander 16 сентября добрался до Неаполя, где произвел минимальный ремонт, позволивший ему остаться с флотом ещё на два месяца.

### Блокада Мальты
Капитан Болл стремился уничтожить Guillaume Tell, укрывшийся в Валлетте. Поэтому Alexander, Audacous, Goliath, фрегат HMS Emerald и брандер HMS Incendiary 12 октября приступили к блокаде гавани. Весной 1799 их усилили фрегаты HMS Minerve, HMS Bonne Citoyenne и брандер HMS Strombolo, а также португальские Affonco и Benjamin.
2 сентября 1798 мальтийцы восстали, и французский гарнизон, около 3000 солдат и матросов, плюс около 100 мальтийцев, окопался в Валлетте. В последующем бою с примерно 10 000 мальтийцами при 23 пушках, около 800 французов погибли, некоторые были казнены на месте.
28 октября комендант французского гарнизона на острове Гоцо подписал капитуляцию, и капитан Болл послал морских пехотинцев с капитаном Кресвеллом для оккупации. На следующий день 217 сдавшихся в плен были перевезены, с гарантией безопасности, на Alexander и Minotaur, в ожидании отправки во Францию под честное слово. В крепости нашлись 3200 мешков кукурузы, розданные сильно нуждавшемуся населению. На британцев легла ответственность за прокорм порядка 60 000 жителей островов. Часть захваченного вооружения перевезли на главный остров для осады гарнизона Валлетты.
21 января 1799 в письме капитану Боллу Нельсон упомянул, что законным сувереном Мальты является Неаполитанское королевство, но что неаполитанский гарнизон сдал бы её первому, кто предложит выкуп. Он был уверен, что король не задумываясь отдаст остров Англии. На самом деле, Англия наложила вето на передачу острова, опасаясь что он может отойти русским (царь Павел I был формальным покровителем Ордена, и русская эскадра действовала совместно с английской и турецкой).
На 20 марта 1799 эскадра Болла включала Audacous, Goliath, Minerve, Bonne Citoyenne, Incendiary и Strombolo. Капитан Болл был избран президентом Ассамблеи, и в его отсутствие на корабле командовал лейтенант Уильям Харрингтон (англ. William Harrington).
12 мая 1799 в Палермо прибыл шлюп Espoir с известием, что брестский флот просочился через блокаду 25 апреля, когда эскадра Бридпорта в шторм оттянулась от берега, и что французов видели у Порту, на пути в Средиземное море. Нельсон заключил, что они направляются в Александрию через Мальту, и отозвал Alexander и Goliath к флоту. Они прибыли в Неаполитанскую бухту 17 мая, таким образом флот усилился до 15 британских и 2 португальских двухдечных. Однако французский адмирал Брюи, вместо того, чтобы атаковать разбросанные эскадры Сент-Винсента к осту, взял курс на Тулон, куда и прибыл 14-го.
Пока Нельсон находился в Палермо, повстанцы, образовавшие в декабре 1798 Неаполитанскую республику и изгнавшие монаршее семейство, 21 июня сдались. 27 июня капитаны Болл и Трубридж с 1300 человек десанта, плюс 500 русских и отряд роялистов, высадились в Неаполе. Тремя днями позже Alexander ушёл обратно на блокаду Мальты.
6 июля рядовой морской пехоты Джон Джолли (англ. John Jolly) с Alexander предстал перед трибуналом на борту HMS Foudroyant, по обвинению 2-го лейтенанта Пирса (англ. Pierce) в том, что он ударил Пирса, и угрожал застрелить, когда отбудет наказание. Трибунал признал его виновным, и Нельсон утвердил приговор, приказав расстрелять его 8 июля перед строем товарищей. В то же время, осознав что рядовой был пьян, он отправил частное письмо Трубрижду, приказав выполнить все стадии наказания кроме последней, на которой заключенному должны были сообщить, что ему оставляют жизнь. Впоследствии Нельсон добился королевского помилования, и 22 мая 1800 написал капитану Ормсби (англ. Ormsby), исполняющему обязанности командира Alexander, что при первой возможности Джолли вернется на корабль.
В рапорте от 16 августа 1799 Нельсон отмечал, что состояние Alexander ужасно, и его надо вернуть в Англию для ремонта, как только Мальта падет. 18 и 23 декабря он снова докладывал, что корабль нельзя дальше держать в море.

### Бой у острова Лампедуза
15 февраля 1800 лорд Кейт, находясь у Мальты на борту HMS Queen Charlotte, получил сведения о попытке французов снять блокаду с Мальты, и приказал Нельсону занять позицию с наветра от острова, HMS Lion блокировать пролив между Мальтой и Гоцо, а HMS Alexander держаться к SE от Мальты. Утром 18 февраля Alexander, под командой лейтенанта Харрингтона в отсутствие капитана Болла, погнался за 1 линейным кораблем, 3 фрегатами и корветом, и в 8 утра открыл огонь по одному из фрегатов, после чего тот спустил флаг. К этому времени подошёл Нельсон с эскадрой и приказал Audacious и El Corso овладеть призом.
В половине второго пополудни фрегаты и корвет повернули оверштаг к W, но линейный, 74-пушечный Généreux, прикрывая отход остальных, не мог повернуть не попав под огонь Alexander, поэтому увалился и получил несколько анфиладных залпов с HMS Success. В бой вступили HMS Foudroyant и HMS Northumberland. Первый успел сделать два выстрела, и Généreux спустил флаг. Он шёл под флагом контр-адмирала Перре (фр. Perrée), убитого в том бою, и имел на борту 1500 человек для Мальты.
Лейтенант Томпсон (англ. Andrew Thompson) с Foudroyant привел корабль в Сиракузы под конвоем Northumberland и Alexander.

### ЗахватGuillaume Tell

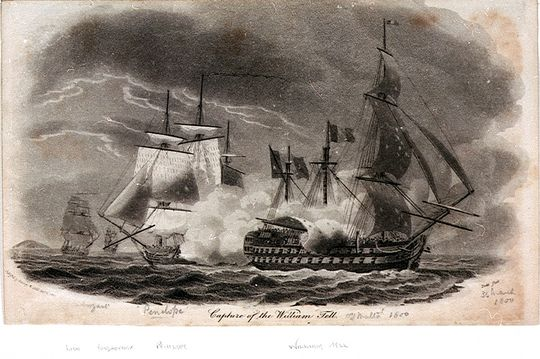
Захват Guillaume Tell, 31 марта 1800

1 марта Нельсон, ожидая от Guillaume Tell пропытки прорыва, расставил свои корабли в стратегических позициях вокруг Мальты. Alexander стерег бухту Св. Юлианы, в двух милях севернее Валлетты. Но погода ухудшилась, и следующие две недели продолжались сильные шторма. Guillaume Tell в конце концов вышел в ночь 30 марта, и был обнаружен фрегатом HMS Penelope, который послал шлюп HMS Minorca с сообщением к лорду Кейту. Тот в свою очередь предупредил Alexander и Foudroyant. Guillaume Tell был взят на следующий день кораблями Foudroyant, Lion и фрегатом Penelope.

## Окончание службы
Голодающий гарнизон Мальты сдался небольшому отряду англичан в декабре 1800. Организованная капитаном Боллом блокада свыше года не допускала в гавань Валлетты ни одного корабля.
С февраля 1801 года, по-прежнему в Средиземном море, кораблем командовал капитан Мэнли Диксон (англ. Manley Dixon).
13 августа 1802 Alexander вернулся в Портсмут. В 1803 году, в Плимуте, корабль был выведен в резерв, а в 1819 отправлен на слом.